# Phra Ruang
Phra Ruang (auch Chao Aluna Khmara oder Phra Roang, „Sohn des Zwielichts“) ist ein mythischer König von Sawankhalok, einer Stadt in Nord-Thailand. Er soll während des 5. oder 6. Jahrhunderts regiert haben.
Die Legende um Phra Ruang erinnert etwas an die des König Arthur, insoweit er der Liaison zwischen einem Menschen und einer mythischen Naga-Prinzessin entsprungen sein soll. Er soll nach China gereist sein und dort eine Tochter des Kaisers geheiratet haben. Auf seiner Rückreise begleiteten ihn neben seiner Frau auch 500 chinesische Künstler, die anscheinend in der Nähe der Hauptstadt Brennöfen zur Herstellung von Keramiken errichteten. Die Brennöfen sind heute noch in Sawankhalok zu finden. Seit jener Zeit war die Verwendung von Tassen, Schalen und Tellern im Land üblich.
Diese nur mündlich überlieferte Legende ähnelt sehr den Mythen von Tai-Völkern in anderen Teilen Asiens, so dass Historiker glauben, sie beziehe sich nicht auf Sawankhalok.
Auf Phra Ruang bezieht sich die Namensgebung der  „Thanon Phra Ruang“, eine antike Trasse zwischen Si Satchanalai, Sukhothai und Kamphaeng Phet.